# Oeiras AC
Oeiras AC is een Braziliaanse voetbalclub uit de stad Oeiras in de deelstaat Piauí.

## Geschiedenis
De club werd opgericht in 1997 en speelde een jaar later voor het eerst in de hoogste klasse van het Campeonato Piauiense, waar ze tot 2005 speelden. In 2009 keerde de club nog eenmalig terug en stopte dan enkele jaren door financiële problemen. Toen de tweede klasse, na enkele jaren opgedoekt te zijn, nieuw leven werd ingeblazen in 2015 begon ook Oeiras terug met een voetbalteam en eindigde op een derde plaats en miste zo net de promotie.